# Kenton ’51 Concert at Cornell University
Kenton ’51 Concert at Cornell University – koncertowy album amerykańskiego pianisty i lidera zespołów jazzowych Stana Kentona.
W 1950 Kenton sformował swój nowy zespół: The Innovations in Modern Music Orchestra. Zamiast dotychczasowego 18. osobowego składu liczył on 39 osób (16 instrumentów smyczkowych, sekcja instrumentów dętych oraz rogi francuskie). Pierwsza trasa odbyła się w 1951. Druga rozpoczęła 27 września 1952 w Dallas w Teksasie, a zakończyła już 8 grudnia w Russ Auditorium w San Diego (koszty w przypadku tak licznego zespołu okazały się zbyt wysokie).
14 października 1951 zespół koncertował w Bailey Hall uniwersytetu Cornell w Ithace. Kierującemu w Cornell Rhythm Clubem Tedowi Richardsowi oraz spikerowi uniwersyteckiej rozgłośni Lee Dunbarowi udało się zarejestrować występ na radiowych magnetofonach. W 1993 po raz pierwszy nagrania te zostały opublikowane. Album wydała szwedzka wytwórnia Jazz Unlimited (JUCD - 2008). Tytuł płyty często podawany jest jako Live at Cornell University.

## Muzycy
- Stan Kenton – fortepian, lider, dyrygent
- Bart Caldarell, Bob Cooper, Bob Gioga, Art Pepper, Bud Shank – saksofony
- Conte Candoli, John Coppola, Maynard Ferguson, John Howell, Stu Williamson – trąbki
- Harry Betts, Bob Fitzpatrick, Dick Kenney, George Roberts, Bill Russo – puzony
- John Graas, Lloyd Otto, George Price – rogi francuskie
- Stan Fletcher – tuba
- Don Bagley, Abe Luboff – kontrabasy
- Ralph Blaze – gitara
- Shelly Manne – perkusja
- Alex Law (koncertmistrz), Earl Cornwell, Phil Davidson, Bart Gray, Maurice Koukel, Seb Mercurio, Dwoght Muma, Danny Napolitano, Charlie Scarle, Ben Zimberoff – skrzypce
- Paul Israel, Aaron Shapiro, Dave Smiley – altówki
- Gregory Bemko, Zach Bock, Gabe Jellen – wiolonczele

## Lista utworów
| 1.  | "Artistry in Rhythm" (S. Kenton)                                             | 0:42    |
|     |                                                                              |         |
| 2.  | "Spirals" (Franklyn Marks)                                                   | 3:24    |
|     |                                                                              |         |
| 3.  | "Sambo" (Shorty Rogers)                                                      | 2:44    |
|     | - soliści: Maynard Ferguson, Art Pepper, Bud Shank                           |         |
| 4.  | "Shelly Manne" (S. Kenton)                                                   | 4:43    |
|     | - solista: Shelly Manne                                                      |         |
| 5.  | "John Graas" (Solo for French Horn) (Franklyn Marks)                         | 4:19    |
|     | - solista: John Graas                                                        |         |
| 6.  | "Maynard Ferguson" (Shorty Rogers)                                           | 4:10    |
|     | - solista: Maynard Ferguson                                                  |         |
| 7.  | "September Song" (Maxwell Anderson, Kurt Weill)                              | 3:47    |
|     |                                                                              |         |
| 8.  | "Art Pepper" (Shorty Rogers)                                                 | 5:07    |
|     | - solista: Art Pepper                                                        |         |
| 9.  | "Improvistaion" (Django Reinhardt, Bill Russo)                               | 5:28    |
|     | - soliści: Bill Russo, Art Pepper, Conte Candoli, Bob Cooper                 |         |
| 10. | "Samana" (Manny Albam)                                                       | 3:47    |
|     | - solista: Art Pepper                                                        |         |
| 11. | "Love for Sale" (Cole Porter)                                                | 3:22    |
|     | - solista: Harry Betts                                                       |         |
| 12. | "Bob Cooper (Coop's solo)" (Shorty Rogers)                                   | 3:42    |
|     | - solista: Bob Cooper                                                        |         |
| 13. | "Opus in Pastels" (Stan Kenton)                                              | 2:46    |
|     |                                                                              |         |
| 14. | "Dance Before the Mirror (from "City of Glass Suite") (Robert F. Graetinger) | 4:36    |
|     |                                                                              |         |
| 15. | "Halls of Brass" (Bill Russo)                                                | 5:16    |
|     |                                                                              |         |
| 16. | "Salute" (Pete Rugolo)                                                       | 4:02    |
|     | - solista: Harry Bets                                                        |         |
| 17. | "Artistry in Rhythm" (Stan Kenton)                                           | 0:45    |
|     |                                                                              |         |
|     |                                                                              | 1:02:40 |
|     |                                                                              |         |

## Informacje uzupełniające
- Źródło nagrań (master tape) – Fred Augerman (archiwum własne)
- Producent – Ed Burke
- Producent wykonawczy – Allan Stephensen
- Projekt okładki – Hans Löffler
- Dokumentacja – Steven D. Harris